# Bulhaři
Bulhaři (bulharsky българи, bǎlgari) jsou národ a jihoslovanské etnikum žijící v Bulharsku a jeho sousedních regionech, které spojuje společný bulharský původ, kultura, historie a jazyk. V Bulharsku tvoří většinu obyvatelstva, zatímco v Severní Makedonii, na Ukrajině, v Moldavsku, Srbsku, Rumunsku, Maďarsku, Albánii a Řecku představují historické komunity.
Jazykem je bulharština, písmo cyrilice, věřící jsou většinou pravoslavní, ale i muslimové (Pomaci).

## O původu
Staří turkičtí Bulhaři (Protobulhaři) sídlili snad už kolem roku 500 severně od Azovského moře, kde založili vlastní stát, Staré Velké Bulharsko. Po smrti jejich chána Kuvrata (mezi 650 a 665) došlo k oslabení státu, který podlehl sousedním turkickým Chazarům. Část protobulharských kmenů zůstala v závislosti na Chazarech v původním prostoru, část se odebrala na sever po řece Volze až k soutoku s Kamou a vytvořila nový stát, Volžské Bulharsko, který existoval až do 13. století, kdy byl podmaněn Tatary. Další skupina protobulharských kmenů mířila směrem na západ. Zapojila se do mocenského boje v Avarské říši, posléze se však stáhla do Bavorska, kde byla z velké části povražděna.
Pod vedením chána Asparucha se Protobulhaři dostali na Balkán, kde s tamním svazem Sedm slovanských kmenů uzavřeli spojenectví proti Byzanci. Slovanské kmeny na toto území (do římské provincie Moesia) přišly již začátkem 7. století. Zde se kmeny smísily s původními obyvateli (keltskými a thráckými) a se zbytky germánských kmenů.
Na jaře 681 nad byzantskými vojsky zvítězili a byl mezi nimi sjednán mír, čímž se otevřela cesta ke vzniku První bulharské říše, ta trvala až do roku 1018. Jelikož Protobulhaři byli méně početní, Slovanské etnikum je postupně asimilovalo a do 10. století došlo ke splynutí v jeden slovansky mluvicí celek.

## Osobnosti
Národním hrdinou je v Bulharsku raně středověký chán Krum, který nakrátko udělal z Bulharska nejsilnější stát východu Evropy. Za Bulhary lze z jistého úhlu pohledu považovat Cyrila a Metoděje, jistěji pak jejich žáky Klimenta Ochridského a svatého Nauma. Staroslověnsky jako oni psal ještě i Černorizec Chrabr. Ivan Rilský je dnes patronem Bulharska. Stefan Stambolov byl klíčovou postavou jeho modernizace, politické i ekonomické. Revolucionáři Vasil Levski, Christo Botev a Goce Delčev se stali symboly svobody a boje za nezávislost na Osmanské říši. Klíčovou kulturní postavou národního obrození 19. století byl kněz Paisij Chilendarski – podobně jako v českých zemích Palacký především díky svému dílu historiografickému. Nejen do bulharských, ale i celoevropských dějin zasáhl komunistický politik Georgi Dimitrov. Zatímco ten ze slavného Lipského procesu v nacistickém Německu vyvázl bez trestu, jeho kolega, marxistický teoretik Christian Rakovskij, byl popraven během Stalinovy Velké čistky. Todor Živkov byl dlouholetým lídrem komunistického režimu v Bulharsku. Hlavní osobností disentu té doby byl naopak Želju Želev, první postkomunistický prezident Bulharska. Jiný disident, spisovatel Georgi Markov, byl dokonce zavražděn bulharskou tajnou službou. Irina Bokovová byla mezi lety 2009 a 2017 prezidentkou mezinárodní organizace UNESCO.
Georgi Ivanov byl prvním bulharským kosmonautem, Alexandr Panajotov Alexandrov druhým.
Z Bulharska pocházejí i dva významní představitelé humanitních a sociálních věd, byť se oba stali emigranty: feministická sémiotička Julia Kristeva a literární teoretik Tzvetan Todorov. Oba nakonec zakořenili ve francouzském intelektuálním prostředí.
V Bulharsku se narodil nositel Nobelovy ceny za literaturu Elias Canetti, který však z Bulharska odešel s rodinou ještě jako dítě. Nejvýznamnějším bulharsky píšícím autorem je Ivan Vazov. Důležitými postavami národního obrození, nejen literárního, byli Ljuben Karavelov a Georgi Rakovski. Klasiky realistické prózy jsou Elin Pelin a Jordan Jovkov. V druhé polovině 20. století se prosadil Stanislav Stratiev.
Celosvětové proslulosti dosáhla harfistka a hudební skladatelka Anna-Maria Ravnopolska-Dean. Také operní pěvci Boris Christov, Nikolaj Gjaurov a Raina Kabaivanska dosáhli mezinárodního věhlasu.
Z výtvarných umělců dosáhl největšího úspěchu představitel land artu Christo Javačev. Stavy bohémy na pařížském Montparnassu doplnil malíř Jules Pascin.
V zámořském televizním průmyslu se prosadila herečka Nina Dobrevová (zejm. Upíří deníky), v sérii o Harrym Potterovi se proslavil Stanislav Janevski.
Nejpopulárnějším sportovcem všech časů je v Bulharsku fotbalista Christo Stoičkov. Úspěchy mu svého času zdatně konkurovala skokanka do výšky Stefka Kostadinová. V šachu se výrazně prosadil šachový velmistr Veselin Topalov. V jeho stopách jde Antoaneta Stefanovová.
V posledních letech se stala v médiích po celém světě velmi populární slepá bulharská věštkyně Baba Vanga.